# Țara întunericului
Țara întunericului (denumire originală Dark Country) este un film 3D american de groază/psihologic/thriller/mister din 2009. Filmul este regizat de Thomas Jane (debut regizoral). În rolurile principale interpretează Lauren German și Ron Perlman.

## Rezumat
Un cuplu de proaspăt căsătoriți în Las Vegas, Dick (Jane) și Gina (Lauren German), hotărăsc să-și petreacă luna de miere rătăcind prin deșertul Nevada. Din neatenție, lovesc un străin mutilat și plin de sânge. Din cauză că nu au semnal la mobil, se hotărăsc să-l pună pe bancheta din spate pentru a-l duce la spital...

## Distribuția
- Thomas Jane – Dick[2]
- Lauren German – Gina
- Ron Perlman – Șeriful Thompson[2]
- Con Schell – Fața-Însângerată
- Chris Browning – Străinul
- Rene P. Mousseux – Ofițer la Omucideri